# Gloria (brasilianische Band)
Gloria ist eine im Jahr 2002 gegründete Metalcore-/Post-Hardcore-Band aus São Paulo.

## Geschichte
Gegründet wurde die Band im Jahr 2002 in São Paulo, der Hauptstadt des gleichnamigen brasilianischen Bundesstaates und fand in Sänger Mi Viera, den beiden Gitarristen Yuri Nishida und Guga sowie dem Schlagzeuger Denis Mendes eine erste Besetzung, die im Folgejahr durch den Einstieg von Johnny Bonafé am E-Bass vervollständigt wurde. Nach mehreren Besetzungswechseln ist Sänger Viera der einzig verbliebene Musiker aus der ersten Besetzung weiterhin in der Gruppe aktiv und wird durch die beiden Gitarristen Peres Kenji und Vini Rodrigues sowie dem Schlagzeuger Leandro Ferreira unterstützt.
Im Jahr 2005 veröffentlichte die Gruppe mit O Fim é Uma Certeza ihr Debütalbum über Lifeguard Music. Bereits ein Jahr darauf, nach einem Wechsel zu Urubuz Records, folgte mit Nuevo das zweite vollwertige Album der Band. Nach einem Wechsel zu Arsenal Music und dem brasilianischen Zweig des Major-Labels Universal Music, erschien im Jahr 2009 das nach der Gruppe betitelte, dritte Studioalbum. Das Album wurde von Produzent Rick Bonadio produziert. Im gleichen Jahr wurde die Gruppe beim Prêmio Multishow de Música Brasileira und dem brasilianischen Ableger der MTV Video Music Awards jeweils in der Kategorie Banda/Artista Revelação nominiert. In den Jahren 2010 und 2011 gewann die Band jeweils bei der Prêmio Rock Show in den Kategorien Show des Jahres bzw. Künstler des Jahres. Mehrere in dem Zeitraum von 2009 bis 2013 veröffentlicht wurden, erreichten eine Notierung in den heimischen Singlecharts des Billboard Magazines.
Im September 2011 spielte die Gruppe als Eröffnungsband auf Rock in Rio und teilte sich die Bühne mit Metallica, Motörhead, Slipknot und Coheed and Cambria. Bereits im April gleichen Jahres ersetzte Eloy Casagrande den Schlagzeuger Fil. Allerdings endete Casagrandes Engagement innerhalb der Gruppe bereits im November gleichen Jahres. Casagrande ist auf dem 2012 erschienenen Album (Re)Nascido zu hören. Der Ausstieg Casagrandes kam zustande, weil dieser von Sepultura angefragt wurde, den Platz von Jean Dolabella am Schlagzeug zu übernehmen.
Im Jahr 2013 folgte die Herausgabe des ersten Live-Albums Renascido em Chamas. Danach blieb es längere Zeit still um die Gruppe. Erst im Jahr 2018 brachte die Band mit O Quinto eine EP mit fünf Stücken heraus. 2019 folgte die Veröffentlichung des fünften Studioalbums Acima do Céu.

## Musik
In einem Interview aus dem Jahr 2009 erklärte Sänger Mi Viera, dass die Musik von Bands wie Slipknot und All That Remains zu den musikalischen Einflüssen der Musiker zählen. Weiterhin nannte er Gruppen wie Pantera und Megadeath, aber auch Anberlin, John Mayer und Roupa Nova als musikalische Referenzen, auch wenn letztgenannte Gruppe keinen musikalischen Bezug zur Musikrichtung hat.

## Diskografie
- 2005: O Fim é Uma Certeza (Album, Lifeguard Music)
- 2006: Nueva (Album, Urubuz Records)
- 2009: Gloria (Album, Arsenal Music, Universal Music Brasil)
- 2012: (Re)Nascido (Album, Eigenproduktion)
- 2013: Renascido em Chamas (Live-DVD, Eigenproduktion)
- 2018: O Quinto (EP, Eigenproduktion)
- 2019: Acima do Céu (Album, Eigenproduktion)